# Vallières (Haiti)
Vallières este o comună din arondismentul Vallières, departamentul Nord-Est, Haiti, cu o suprafață de 158,46 km2 și o populație de 21.404 locuitori (2009).